# Desiré Delano Bouterse Highway
De Desiré Delano Bouterse Highway is een autoweg in Suriname. De weg loopt tussen de Avobakaweg in het oosten en de Indira Gandhiweg in het westen en werd op 15 mei 2020 geopend. De snelheidslimiet is 80 km per uur.
Voor de opening van de snelweg duurde een reis van Paramaribo naar het vliegveld 1,5 tot 2 uur. Met de nieuwe snelweg kan de reistijd 1 uur bedragen. De aanleg van de weg begon in november 2017. De snelweg werd op 15 mei 2020 geopend, tien dagen voor de verkiezingen, en is vernoemd naar de toenmalige president Desi Bouterse. Het project heeft 60 miljoen Amerikaanse dollar (58 miljoen euro) gekost en werd door een Chinees bedrijf volgens Chinese standaarden aangelegd.

## Route
De snelweg begint op een gelijkvloers kruispunt met de Avobakaweg, steekt de Parakreek over via de Hannoverbrug en eindigt op een gelijkvloers kruispunt met de Indira Gandhiweg, nabij de internationale luchthaven Zanderij. Door deze dwarstak of verlengde zuidelijke OW-route worden de bebouwde kommen van Lelydorp en Onverwacht vermeden. De weg heeft 2x2 rijstroken zonder vluchtstrook en heeft geen afritten. De totale lengte van de snelweg is 9,6 kilometer.

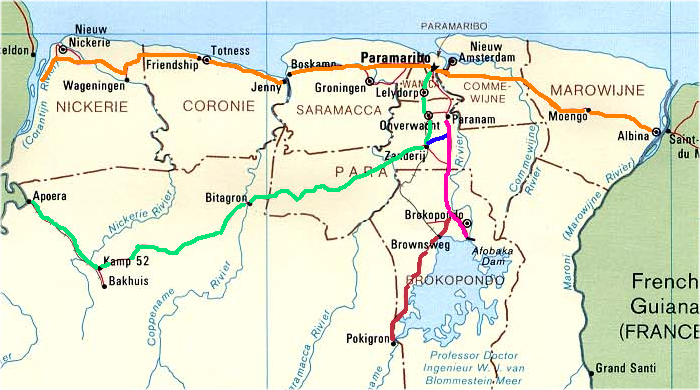
Hoofdwegen in Suriname:
Oost-Westverbinding (noordelijk)
Oost-Westverbinding (zuidelijk)
Desiré Delano Bouterse Highway
Avobakaweg
Ghaama Agbagoweg